# AnnenMayKantereit

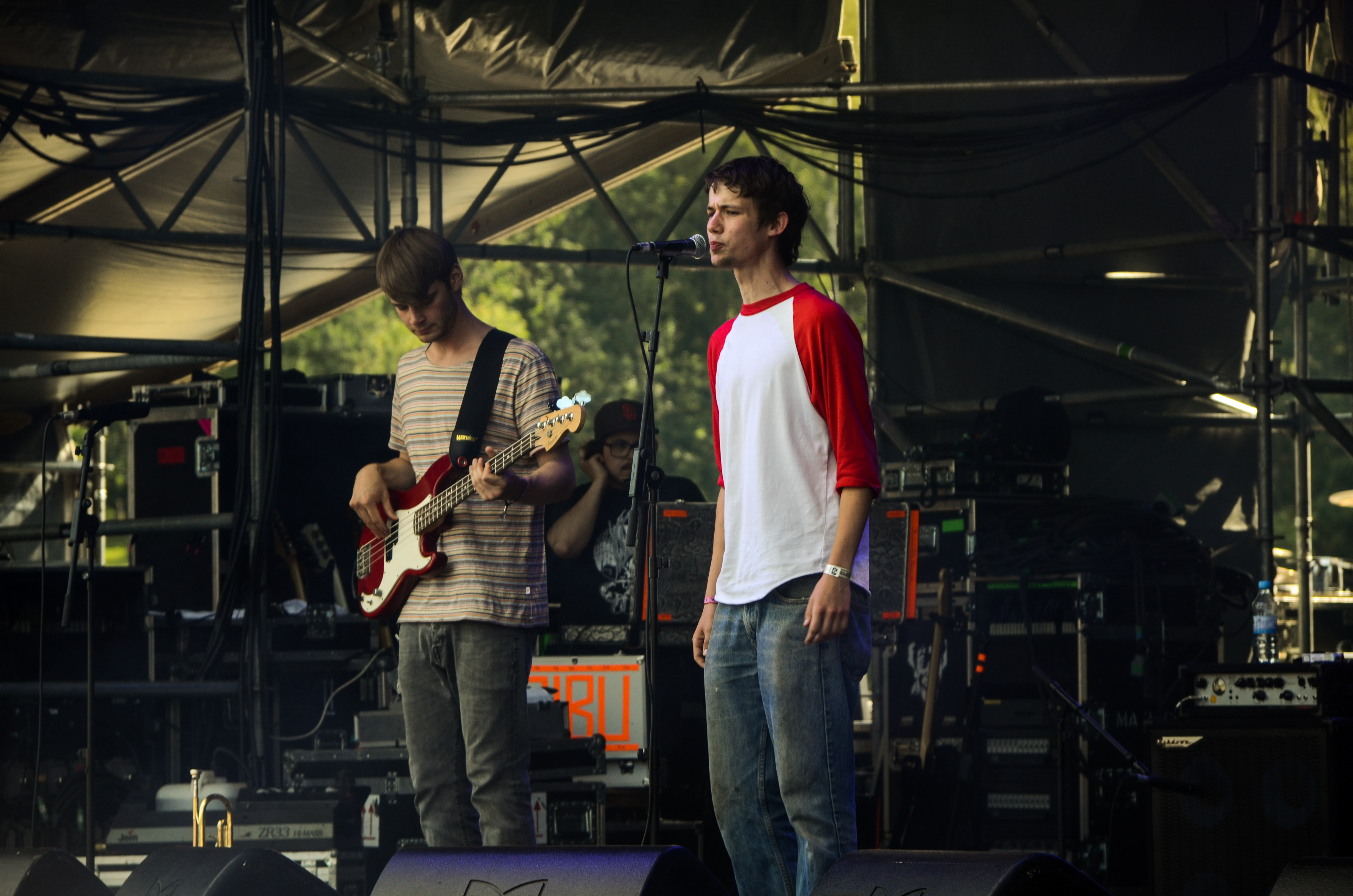

AnnenMayKantereit — рок-гурт з Кельна (Німеччина), з частини міста під назвою Зюльц (Köln-Sülz). Гурт створений у 2011 році. Особлива прикмета їх звучання — сильний, з хрипотою голос соліста Хеннінга Мая. Співають здебільшого німецькою мовою, хоча в репертуарі є пісні англійською, а також кавери на композиції інших відомих виконавців.

## Історія
Назва гурту складається з прізвищ учасників: Christopher Annen (Крістофер Аннен), Henning May (Геннінг Май), Severin Kantereit (Зеверін Кантерайт). Гурт з'явився, коли хлопці вчилися в гімназії Шиллера в Кельні. Перший час вони виступали на вулицях Кельна, збираючи гроші на інструменти. В якості басиста з ними іноді грав Lars Lötgering (Ларс Льотгерин).
У 2012 році відкрили свій канал на YouTube, де спочатку публікували записи своїх вуличних виступів.
У 2013 році записали свій перший альбом «АМК». Записаний він був частково на вулиці, наразі ці записи офіційно не поширюються.
У серпні 2014 року до них приєднався четвертий постійний учасник гурту — басист Malte Huck (Мальте Хук). Починаючи з 2014 року, гурт активно гастролює у Німеччині, Швейцарії і Австрії, бере участь у великих музичних фестивалях. Також, з гуртом виступає трубач Ferdinand Schwarz (Фердинанд Шварц).
У 2015 році були записані музичні відео спільно з гуртами Milky Chance «Roxanne» і K. I. Z. «Hurra die Welt geht unter». В осени 2015 року гурт підписав контракт з медіахолдингом Universal Music Group. Тоді ж почалася їх співпраця з продюсером Мозесом Шнайдером і під лейблом Vertigo Berlin вийшов мініальбом Wird schon irgendwie gehen («Як-небудь вийде»).
В березні 2016 року гурт випустив альбом Alles Nix Konkretes («Нічого конкретного») із заголовною піснею Pocahontas (Покахонтас). Альбом миттєво потрапив в німецькі, австрійські і чеські музичні чарти.

## Дискографія

### Альбоми
- 2013: AMK (записаний самостійно, зараз не поширюється офіційно)
- 2015: Wird schon irgendwie gehen (мініальбом 5 треків) — CD і LP
- 2016: Alles Nix Konkretes (12 треків) — CD і LP
- 2018: Schlagschatten (14 треків) — CD і LP
- 2020: 12 (16 треків) — CD і LP

### Сингли
- 2015: Oft gefragt
- 2016: Pocahontas
- 2016: Barfuß am Klavier
- 2018: Marie
- 2018: Schon krass
- 2019: Ozean
- 2020: Ausgehen

## Нагороди
- 2015: Kulturpreis der Sparkassen-Kulturstiftung Rheinland (Sponsorship proposed by Wolfgang Niedecken)
- 2015: Deutscher Webvideopreis в категорії «Музичне відео».
- 2017: Echo в категорії Newcomer National
- 2017: Echo в категорії Band Pop National
- 2019: 1Live Krone в категорії «Кращий гурт»

### Номінації
- 2015: 1LIVE Krone в категорії «Кращий живий виступ»
- 2016: 1LIVE Krone в категорії «Кращий гурт»
- 2016: 1LIVE Krone в категорії «Кращий живий виступ»
- 2017: Goldene Kamera Digital Award в категорії #MusicAct